# سام وولف
سام وولف (بالإنجليزية: Sam Wolff)‏ هو لاعب كرة قاعدة أمريكي، ولد في 14 أبريل 1991 في رابيد سيتي في الولايات المتحدة.

## وصلات خارجية
- سام وولف على موقع دوري كرة القاعدة الرئيسي (الإنجليزية)
- سام وولف على موقعبيزبول رفرنس.كوم (الدوري الثانوي) (الإنجليزية)
- سام وولف على موقع إي إس بي إن.كوم (أم.أل.بي) (الإنجليزية)